# Fürstenberg (Dolna Saksonia)
Fürstenberg – miejscowość  i gmina w Niemczech, w kraju związkowym Dolna Saksonia, w powiecie Holzminden, wchodzi w skład gminy zbiorowej Boffzen (od 1 stycznia 1973).
Założona w 1747 r. fabryka porcelany w Fürstenbergu jest trzecią najstarszą tego typu manufakturą w Niemczech, która istnieje do dziś.